# Героическое трио
«Героическое трио» (англ. The Heroic Trio, иер. трад. 東方三俠, упр. 东方三侠, кант.-рус.: Тун фон сам хап) — гонконгский фэнтезийный боевик, снятый Джонни То по сценарию Сэнди Шао. Главные роли в фильме исполнили Мишель Йео, Анита Муй и Мэгги Чён.

## Сюжет
Сёстры Тут Тун и Тун Чхин в детстве были разлучены и с тех пор потеряли связь. Взрослая Тун Тун становится Чудо-женщиной. Она скрывает свою личность, борется с преступниками и помогает бедным. Тун Чхин удочерил столетний евнух Чань, мечтающий вернуть в страну имперский строй. Он живёт как вампир в призрачном подземном городе. Евнух изменил имя девочки с Чхин на Сам и сделал её убийцей. Чань Чхат тоже была одной из его учениц, но сбежала в подростковом возрасте. Она стала Охотницей за головами прежде всего из-за денег, но в глубине души у неё доброе сердце.
Пути троицы пересекаются в деле серии случаев пропажи младенцев. Вначале они преследуют разные цели: Тун хочет спасти младенцев; Чхат интересуют деньги беспокоящихся родителей; Сам просто выполняет приказы евнуха, фактически управляющего всем из-за кулис. Он приказывает Сам поймать девятнадцать новорожденных с императорской кровью. Затем евнух выберет одного из них и сделает его правителем. Сам носит невидимую мантию, изобретённую Доктором, из-за чего Тун и Чхат трудно её поймать. Чхат хочет заработать на этом деле деньги, поэтому она ловит ещё одного ребёнка, чтобы использовать его в качестве приманки для поимки Женщина-невидимка. Происходит несчастный случай, и младенец погибает. Тун ругает Чхат за то, что та ослеплена золотом и пренебрегает своей совестью, после чего Охотница за головами всё обдумывает и решает начать новую жизнь — принимает решение помогать Чудо-женщине в её миссии спасения. Создание невидимой мантии почти полностью завершено, поэтому евнух приказывает Женщине-невидимке убить Доктора. Тем не менее, у неё возникли чувства к нему, из-за чего Сам не желает исполнять приказ. Тун использует момент, чтобы направить Сам на правильный путь. Трио объединяют усилия и сражаются в подземном городе. Там они убивают евнуха, освобождают всех похищенных младенцев и становятся «Героическим трио».

## В ролях
| Актёр      | Роль                            |
| ---------- | ------------------------------- |
| Мишель Йео | Чань Сам, Женщина-невидимка     |
| Анита Муй  | Тун Тун, Чудо-женщина           |
| Мэгги Чён  | Чань Чхат, Охотница за головами |
| Дамиан Лау | инспектор Лау                   |
| Энтони Вон | Чань Кау                        |
| Джеймс Пак | Доктор                          |
| Ям Сайкунь | евнух Чань                      |
| Пол Чхёнь  | начальник полиции               |
| Филип Кён  | детоубийца                      |

## Награды и номинации
| Кинопремия                         | Категория                        | Лауреат / претендент                                                                                           | Результат | Источник |
| ---------------------------------- | -------------------------------- | --- | --------- | -------- |
| 13-я Гонконгская кинопремия (1994) | «Лучший дизайн костюмов и грима» | Брюс Ю | Номинация | [ 2 ]    |
| 13-я Гонконгская кинопремия (1994) | «Лучшая хореография»             | Чхин Сиутун | Номинация | [ 2 ]    |
| 13-я Гонконгская кинопремия (1994) | «Лучшая музыка к фильму»         | Уильям Ху | Номинация | [ 2 ]    |
| 13-я Гонконгская кинопремия (1994) | «Лучшая песня»                   | «Не спрашивай всю жизнь» (кит. трад. 莫問一生) (музыка — Ло Даю, слова — Альберт Лён, исполнитель — Анита Муй) | Номинация | [ 2 ]    |
| 13-я Гонконгская кинопремия (1994) | «Лучшая песня»                   | «Женское сердце» (кит. трад. 女人心) (музыка — Ло Даю, слова — Альберт Лён, исполнитель — Анита Муй)           | Победа    | [ 2 ]    |